# Delta Hydri
Delta Hydri (δ Hydri, förkortat Delta Hyi, δ Hyi) som är stjärnans Bayerbeteckning, är en ensam stjärna belägen i den mellersta delen av stjärnbilden Lilla vattenormen. Den har en skenbar magnitud på 4,09 och är synlig för blotta ögat där ljusföroreningar ej förekommer. Baserat på parallaxmätning inom Hipparcosuppdraget på ca 23,4 mas, beräknas den befinna sig på ett avstånd på ca 140 ljusår (ca 43 parsek) från solen. 

## Egenskaper
Delta Hydri är en blå till vit stjärna i huvudserien av spektralklass A2 V. Den har en massa som är ca 2,3 gånger större än solens massa, en radie som är ca 2,3 gånger större än solens och utsänder från dess fotosfär ca 40 gånger mera energi än solen vid en effektiv temperatur på ca 9 900 K.
Delta Hydri har en snabb rotation och visar en projicerad rotationshastighet på 162 km/s, vilket ger stjärnan en något tillplattad form med en ekvatorialradie som är 7 procent större än polarradien. Stjärnan har observerats med avseende på överskott av infraröd strålning, men ingen sådan har hittats.